# Palacio Kai-Alde
El Palacio Kai-Alde es un  palacete que se encuentra emplazado sobre el promontorio de Arriluce, en la calle Atxekolandeta del elitista barrio de Neguri, municipio de Guecho, cercano a la ciudad de Bilbao.
La obra fue diseñada por el arquitecto Manuel María Smith para Carmen Allende, con un estilo ecléctico de influencia inglesa.

Las grandes villas residenciales de Guecho fueron calificadas en 2001 como Bien Cultural, con la categoría de Conjunto Monumental.
Es un magnífico ejemplar de arquitectura palaciega y su situación, en un entorno de gran valor ambiental, le confiere aún mayor belleza y prestancia.
El terreno en el que se ubica pertenecía a Tomás Allende Alonso, que lo dividió y repartió entre dos de sus hijos en 1925 formando las fincas de Kai-Alde y Villa Ariatza. La primera le correspondió a su hija Carmen Allende y el segundo le correspondió a su hijo Luis Allende, quienes encargaron cada una de las construcciones.

## Entorno
El edificio se encuentra ubicado entre el Palacete de Villa Ariatza, actualmente un hotel, y el Palacete Kaiertza. 
Forman parte del conjunto de palacios y palacetes que se emplazan en la Avenida de Zugazarte en el barrio de Las Arenas, municipio de Guecho. En esta zona nos encontramos con todo una riquísima variedad de estilos arquitectónicos, que van desde el neo-vasco hasta el regionalismo neo-montañés, pasando por el neo-medievalismo. La característica más común de todas ellas está en la singularidad que prevalece sobre cualquier otro valor, además de unos jardines bien cuidados sobre los escarpes que completan este conjunto de relieve paisajístico.
En la zona destacan otros palacios como el Palacio Eguzkialde, también denominada popularmente como la "Casa de la Alcaldesa", el Palacio San Joseren, el Itxas Begi, o el Palacio del Marqués de Olaso. Además, se encuentra muy próximo a promontorio de Arriluce, donde se concentran un conjunto de espectulares palacios y mansiones de principios de siglo, pertenecientes a la alta burguesía, de los cuales destacan, entre otros, el Palacio Lezama Leguizamón que es un elegante y señorial palacio de principios del siglo XX, el Palacio Ampuero, diseñado en 1928 por el arquitecto Manuel María Smith, a petición del empresario y político José Joaquín Ampuero Del Río y su familia, o el Palacio de Arriluce, el cual mantiene desde un principio el carácter original de la obra del arquitecto José Luis Oriol, en este mismo emplazamiento sobre el Puerto de Arriluce se encuentra también el Palacio Mudela.

## Distribución

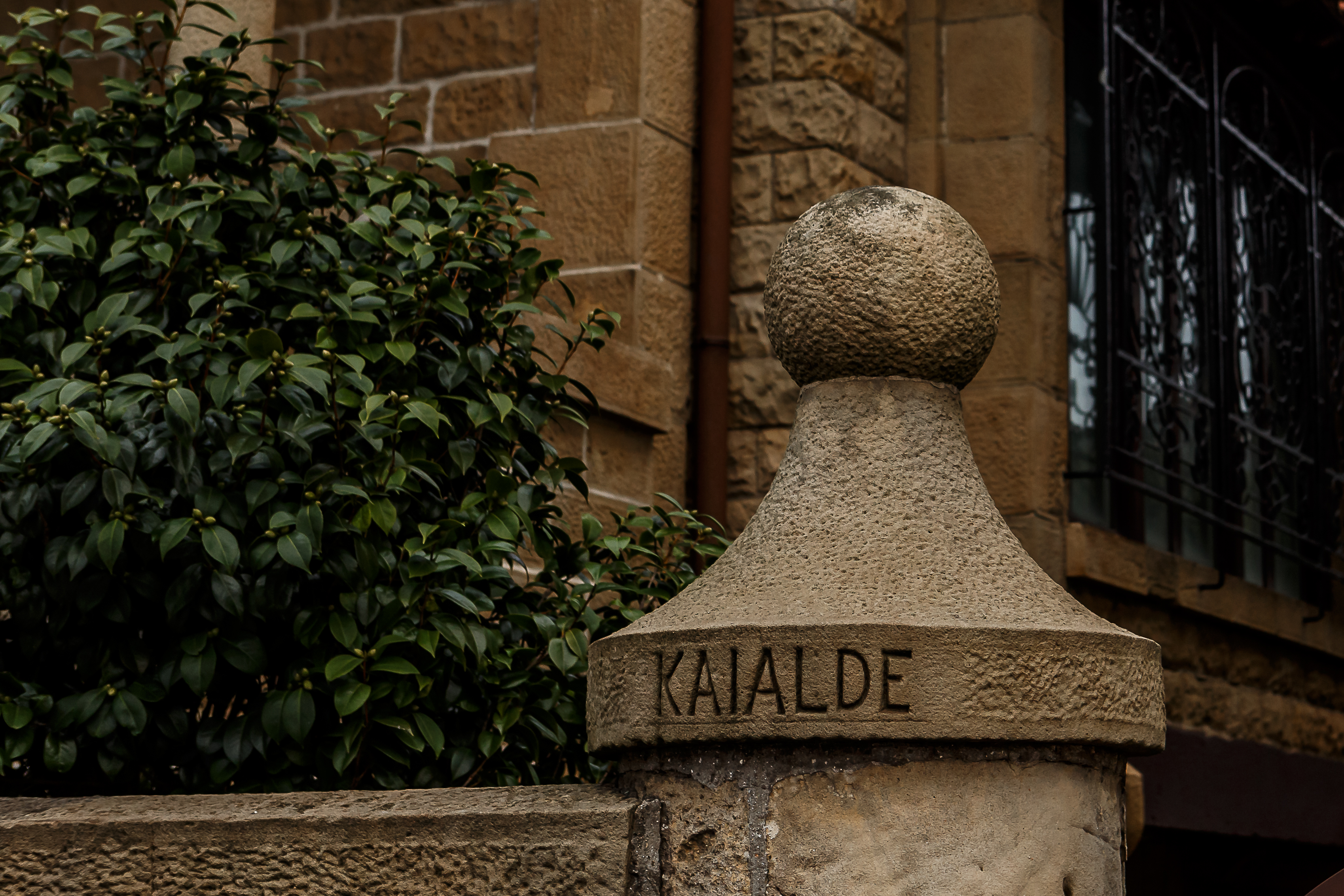
Detalle de la entrada al edificio.

Se trata de un magnífico edificio exento de planta rectangular apaisada y perfil irregular debido a su configuración en tres cuerpos asimétricos de alzado y cubierta diferentes. El primero es una recia torre de aspecto cúbico cubierta a cuatro aguas y amplio alero apeado sobre canes tallados con un alzado distribuido en semisótano, planta baja y dos pisos, en los que los vanos son muy variados.
En ellos destacan: el soportal sobre escalinata en arcada de medio punto, los miradores ligeramente volados del primer piso, y la solana, cuya estructura de pies derechos y barandillas de madera recorre la última planta.

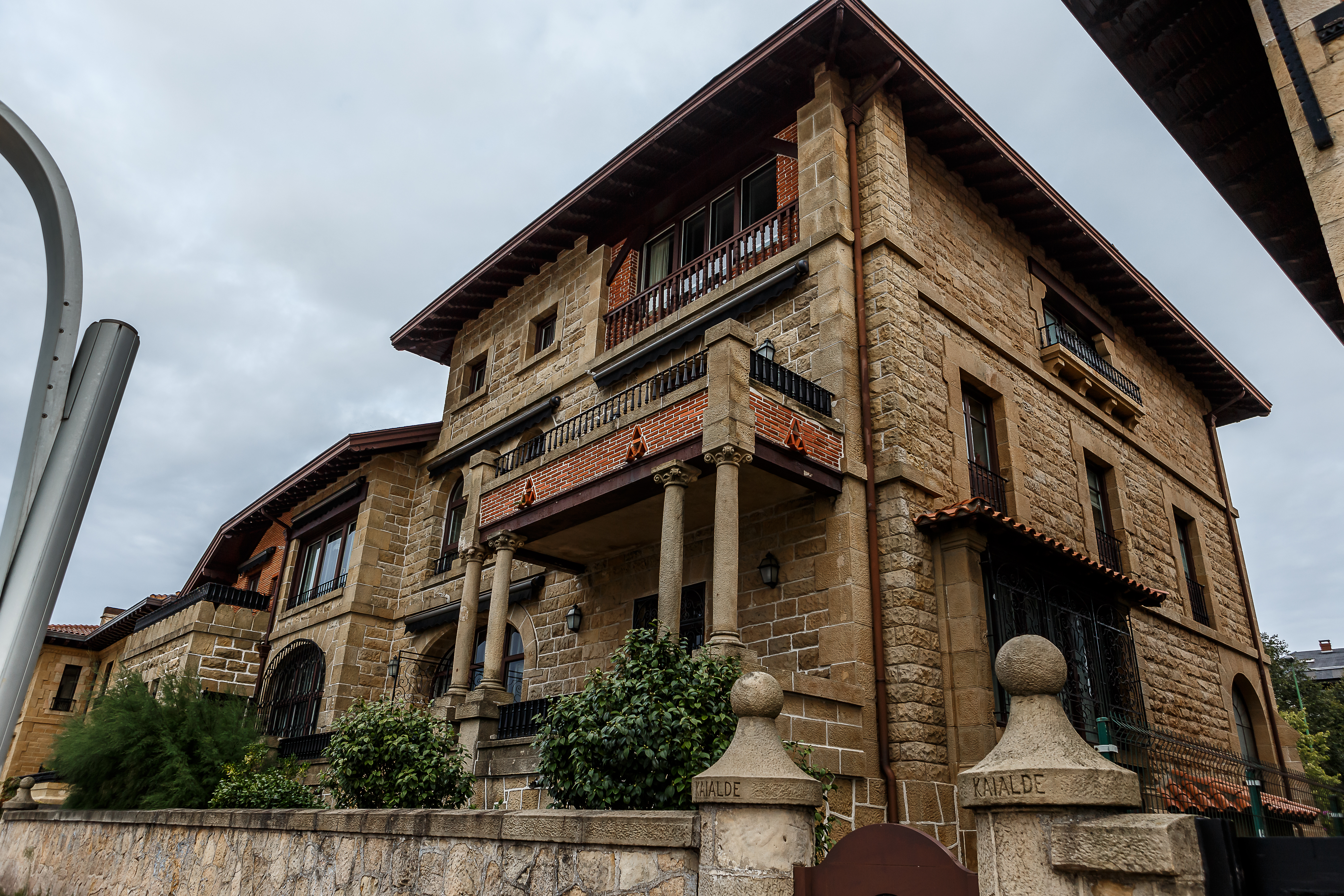
Fachada lateral del edificio.

El segundo cuerpo se adosa al lateral derecho del anterior. Se cubre a tres vertientes sobre cornisa moldurada y consta de semisótano, planta baja, un piso y buhardilla con diversos vanos, algunos bellamente enrejados, entre los que sobresalen dos "oriel-windows" triangulares en la última planta. 
El tercer cuerpo, unido al anterior y cubierto por un faldón, está retranqueado y acoge un ingreso secundario en arco de medio punto sobre escalinata. La torre luce en su primera altura un interesante motivo ornamental a base de volutas encerradas en un marco escalonado.

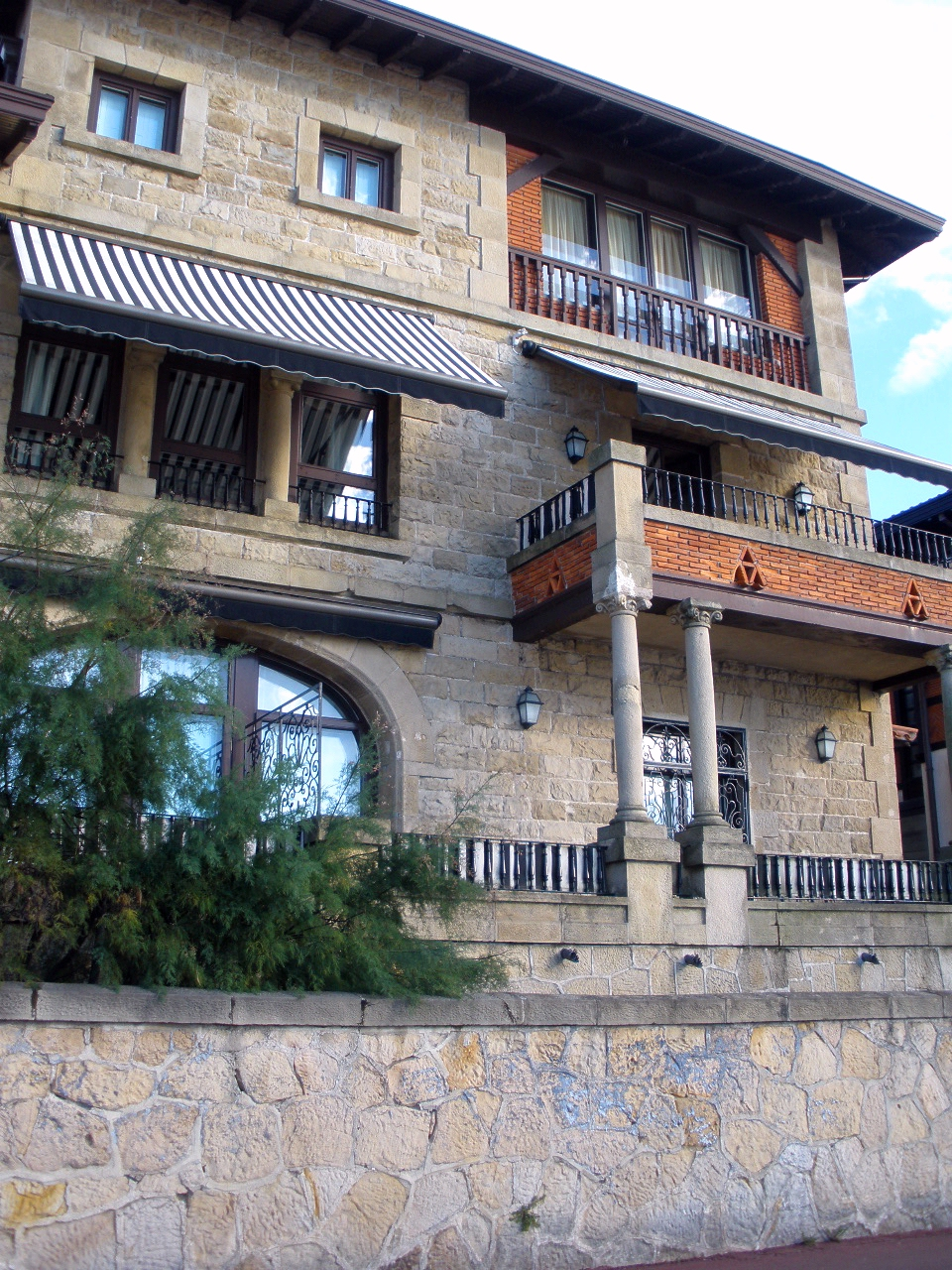
Fachada trasera del edificio.

El aparejo es de buena sillería con las esquinas reproduciendo cadenetas. Se rodea de bello jardín murado. Ha sido reformado varias veces, pero sin duda, el cambio más importante lo sufrió tras la última reforma, llevada a cabo por Luis Gana, con el fin de habilitar dos viviendas. Es un magnífico ejemplar de arquitectura palaciega y su situación, en un entorno de gran valor ambiental, le confiere aún mayor belleza y prestancia. 